# Альціонацеї
Альціонацеї (Alcyonacea) — ряд сидячих колоніальних кнідарій, які зустрічаються в усіх океанах світу, особливо в глибоких морях, полярних водах, тропіках і субтропіках. Хоча Alcyonacea не в строгому таксономічному сенсі, вони широко відомі як м'які корали. Термін «м'який корал» зазвичай застосовується до організмів двох рядів Pennatulacea та Alcyonacea з їхніми поліпами, вбудованими в м'ясисту масу цененхімної тканини. Термін «горгонієві корали» зазвичай вживають до кількох видів у порядку Alcyonacea, які виробляють мінералізовану вісь скелета (або аксіальноподібний шар), що складається лише з кальциту та білкового матеріалу горгоніну, і відповідає лише одній із кількох родин у межах офіційно прийнятого таксону Gorgoniidae (Scleractinia). Колонія може бути кілька дециметрів у висоту і в поперечнику, але кілька сантиметрів завтовшки. Вони можуть бути яскраво забарвлені, часто пурпурові, червоні чи жовті. Фотосинтезуючих горгоній можна успішно утримувати в акваріумах у неволі.

## Підряди та родини
У Всесвітньому реєстрі морських видів перераховані ці підряди та родини:
- підряд Alcyoniina
  - родина Acrophytidae(інші мови) McFadden & Ofwegen, 2017
  - родина Alcyoniidae Lamouroux, 1812
  - родина Aquaumbridae(інші мови) Breedy, van Ofwegen & Vargas, 2012
  - родина Corymbophytidae(інші мови) McFadden & Ofwegen, 2017
  - родина Leptophytidae(інші мови) McFadden & Ofwegen, 2017
  - родина Nephtheidae(інші мови) Gray, 1862
  - родина Nidaliidae(інші мови) Gray, 1869
  - родина Paralcyoniidae(інші мови) Gray, 1869
  - родина Xeniidae(інші мови) Ehrenberg, 1828
- підряд Calcaxonia(інші мови)
  - родина Chrysogorgiidae(інші мови) Verrill, 1883
  - родина Ellisellidae(інші мови) Gray, 1859
  - родина Ifalukellidae(інші мови) Bayer, 1955
  - родина Isididae(інші мови) Lamouroux, 1812
  - родина Primnoidae(інші мови) Milne Edwards, 1857
- підряд Holaxonia(інші мови)
  - родина Acanthogorgiidae Gray, 1859
  - родина Dendrobrachiidae Brook, 1889
  - родина Gorgoniidae Lamouroux, 1812
  - родина Keroeididae Kinoshita, 1910
  - родина Plexauridae Gray, 1859
- підряд Protoalcyonaria
  - родина Taiaroidae Bayer & Muzik, 1976
- підряд Scleraxonia
  - родина Anthothelidae Broch, 1916
  - родина Briareidae Gray, 1859
  - родина Coralliidae Lamouroux, 1812
  - родина Melithaeidae Gray, 1870
  - родина Paragorgiidae Kükenthal, 1916
  - родина Parisididae Aurivillius, 1931
  - родина Spongiodermidae Wright & Studer, 1889
  - родина Subergorgiidae Gray, 1859
  - родина Victorgorgiidae Moore, Alderslade & Miller, 2017
- підряд Stolonifera
  - родина Acrossotidae Bourne, 1914
  - родина Arulidae McFadden & van Ofwegen, 2012
  - родина Clavulariidae Hickson, 1894
  - родина Coelogorgiidae Bourne, 1900
  - родина Cornulariidae Dana, 1846
  - родина Pseudogorgiidae Utinomi & Harada, 1973
  - родина Tubiporidae Ehrenberg, 1828
- родина Acanthoaxiidae van Ofwegen & McFadden, 2010
- родина Haimeidae Wright, 1865
- родина Paramuriceidae Bayer, 1956
- родина Parasphaerascleridae McFadden & van Ofwegen, 2013
- родина Viguieriotidae

## Галерея

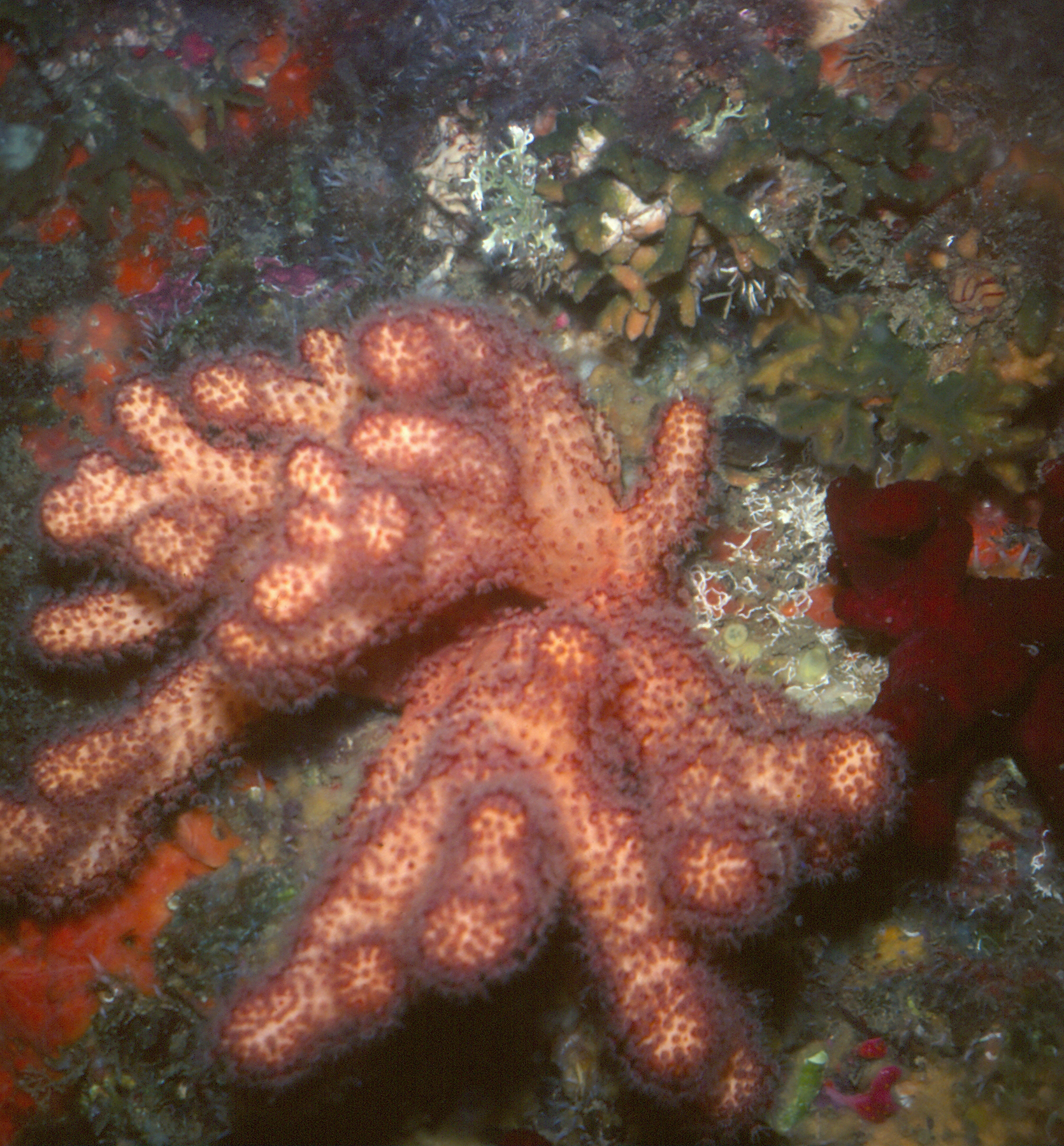
Alcyonium acaule
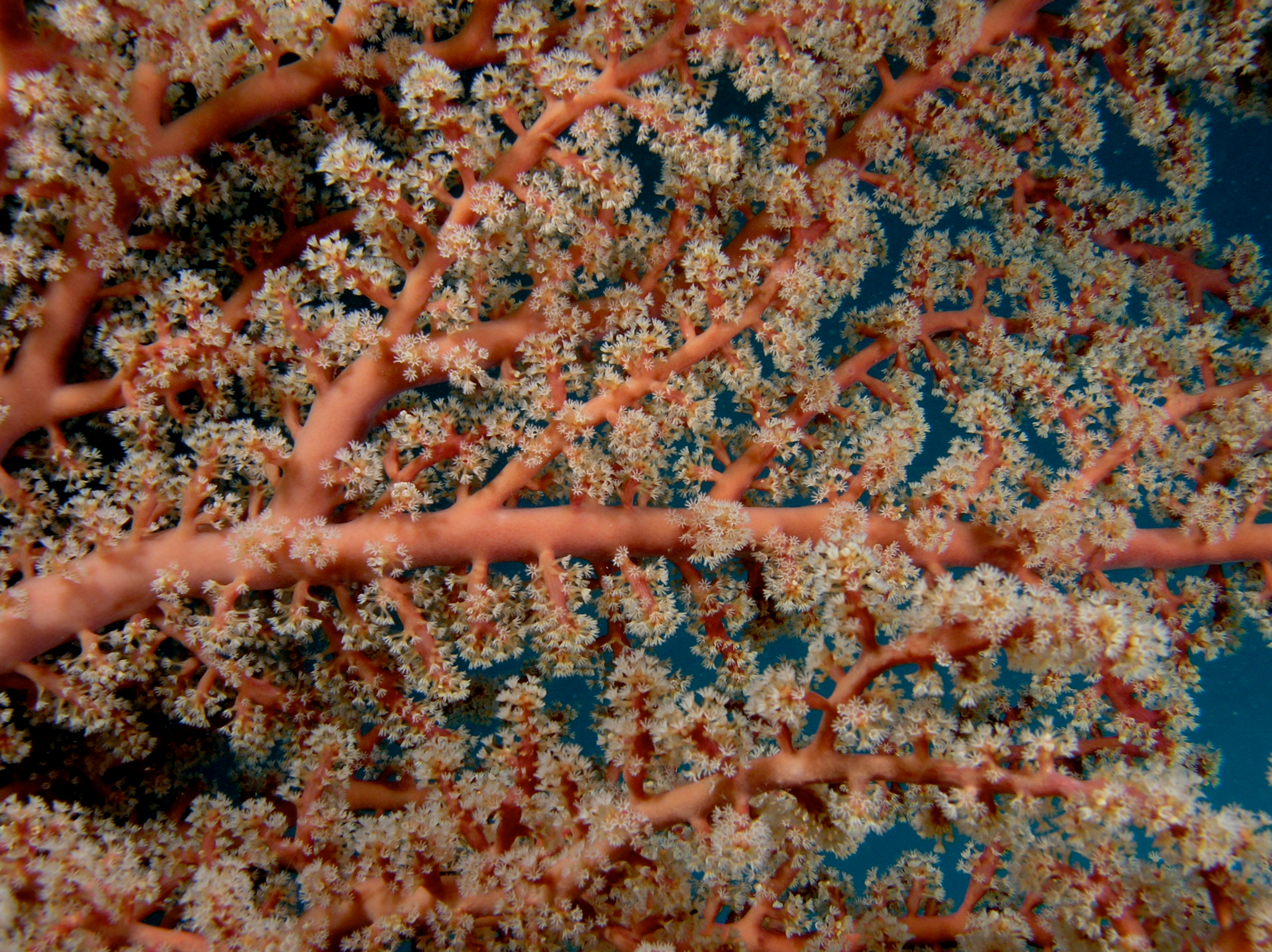
Siphonogorgia godeffroyi
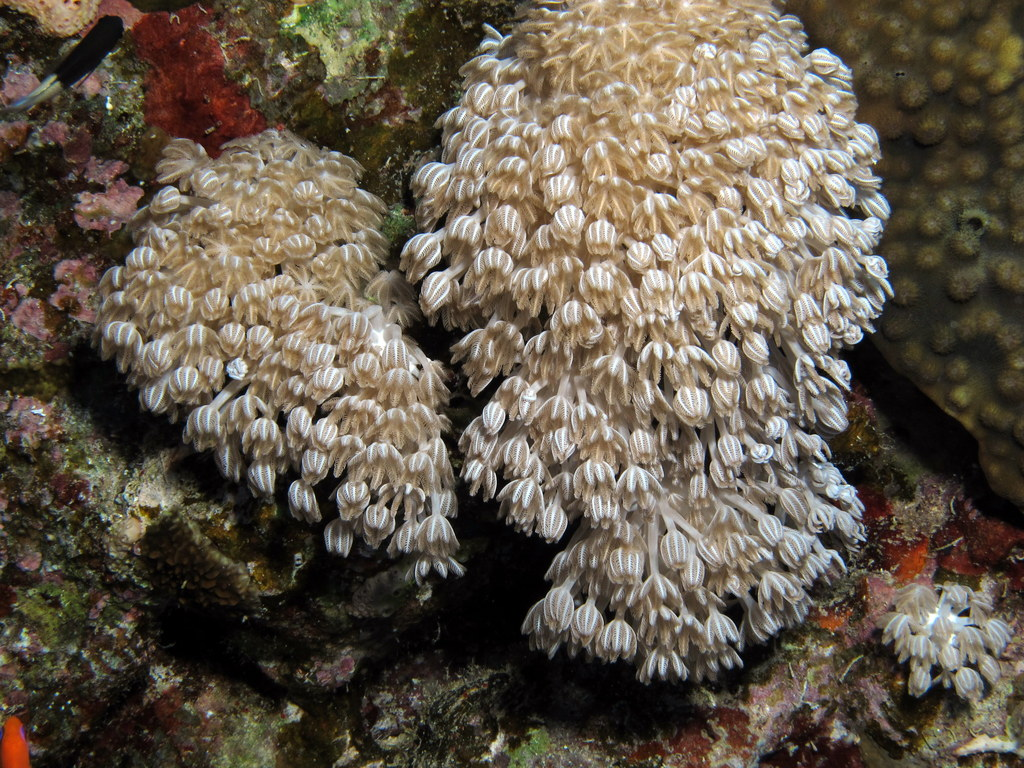
Heteroxenia fuscescens
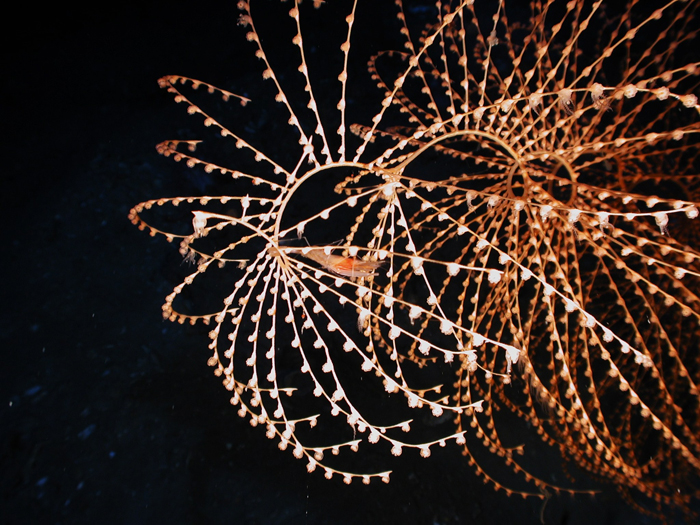
Iridigorgia
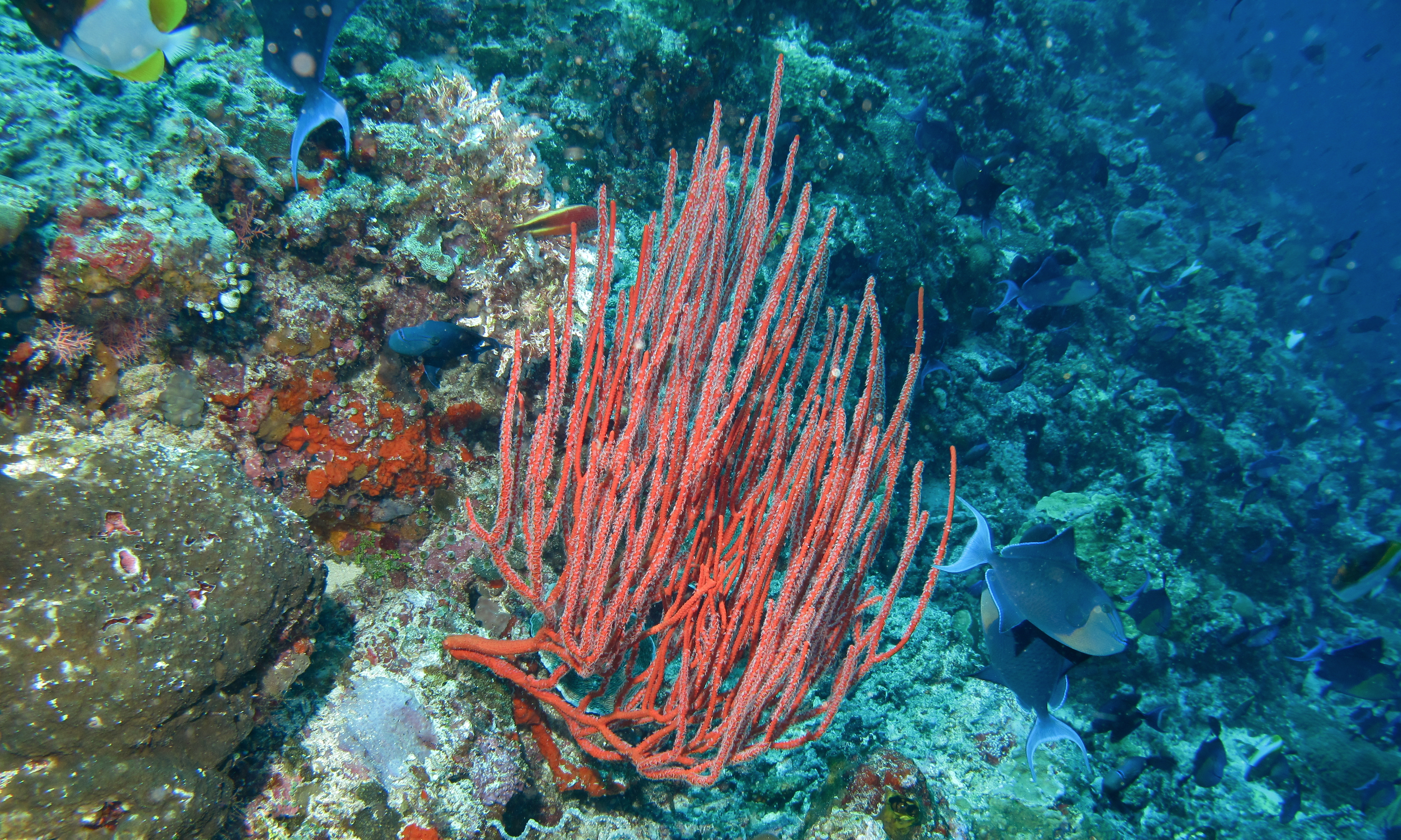
Ellisella
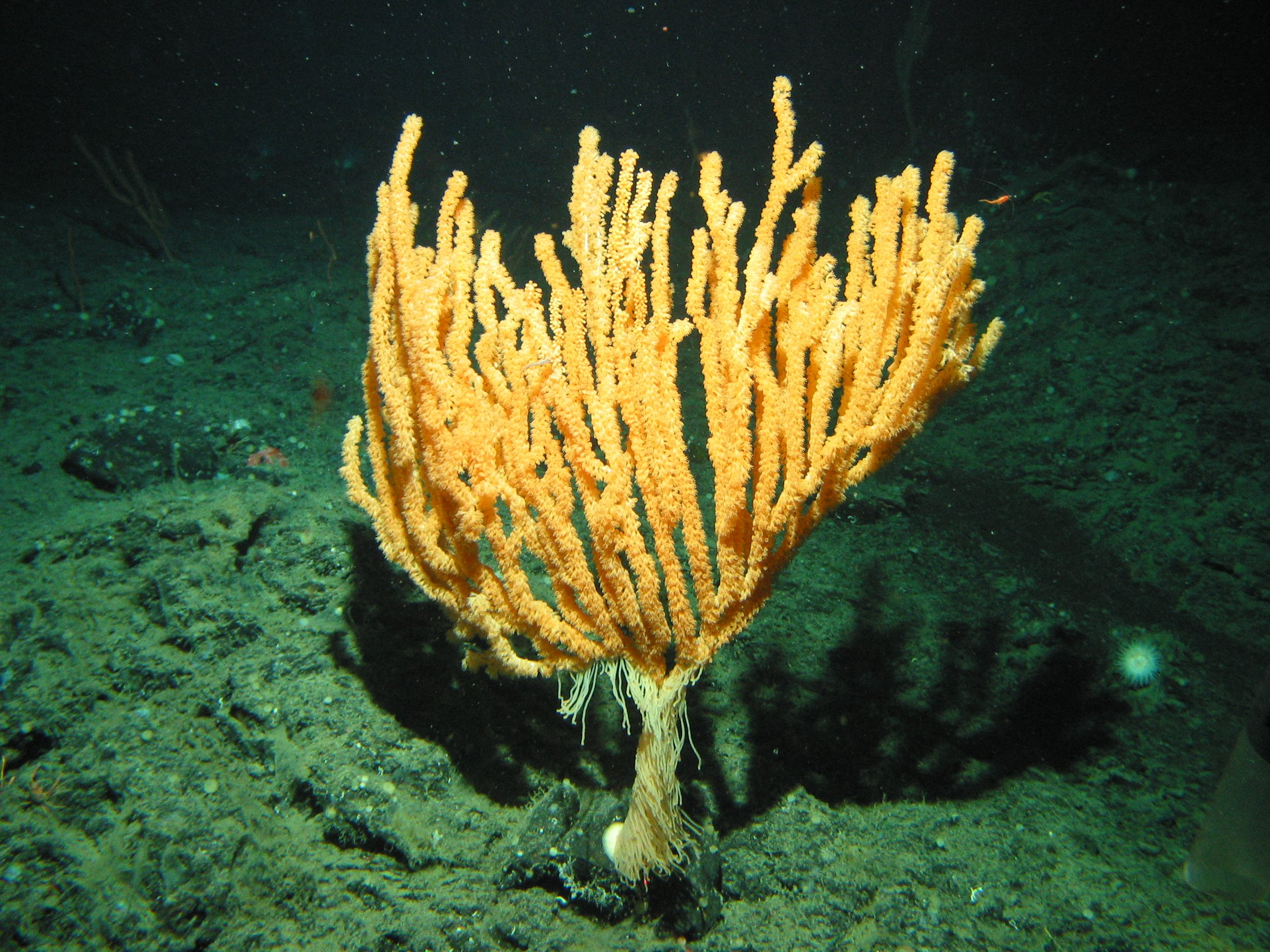
Isidella tentaculum
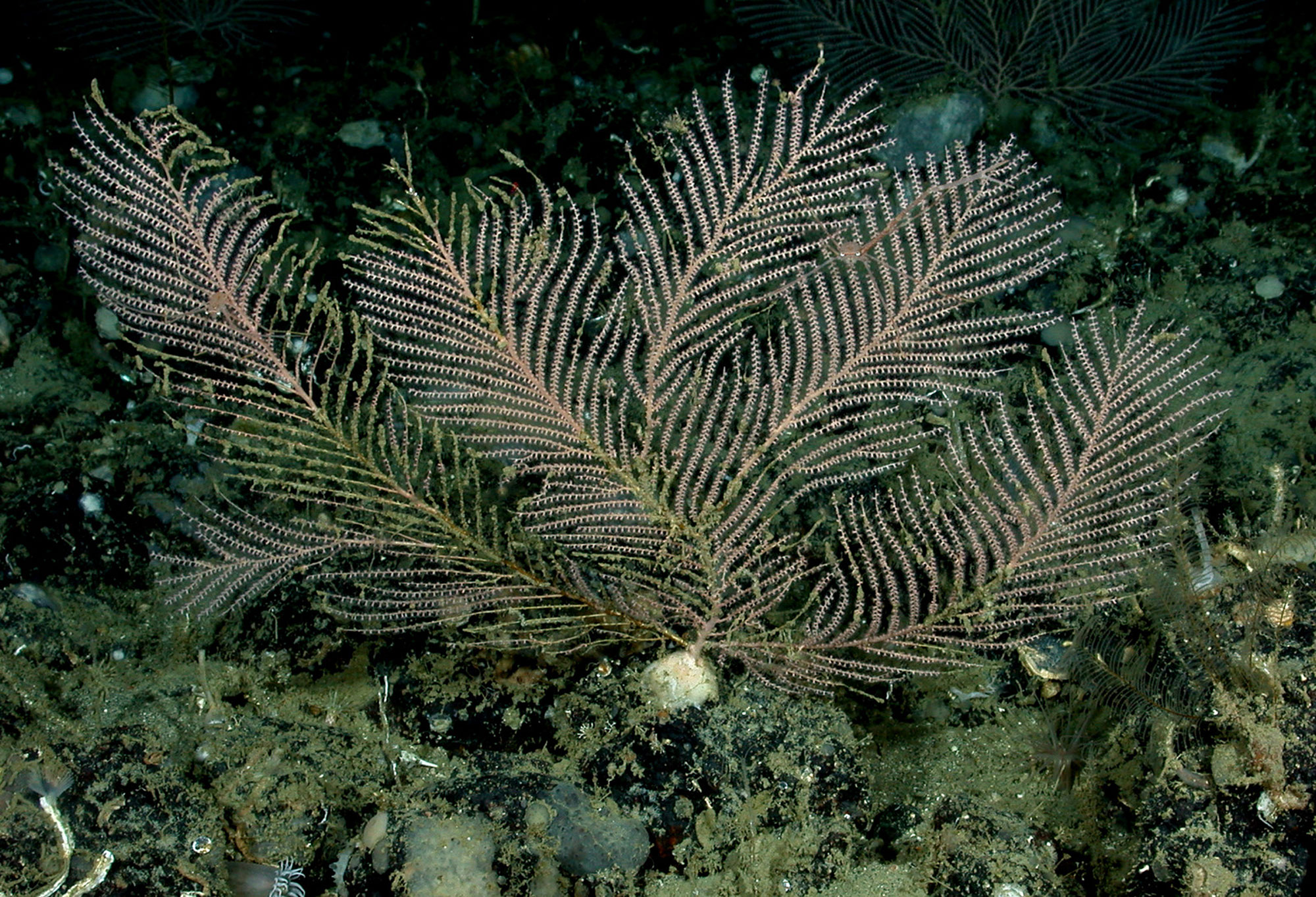
Plumarella pellucida
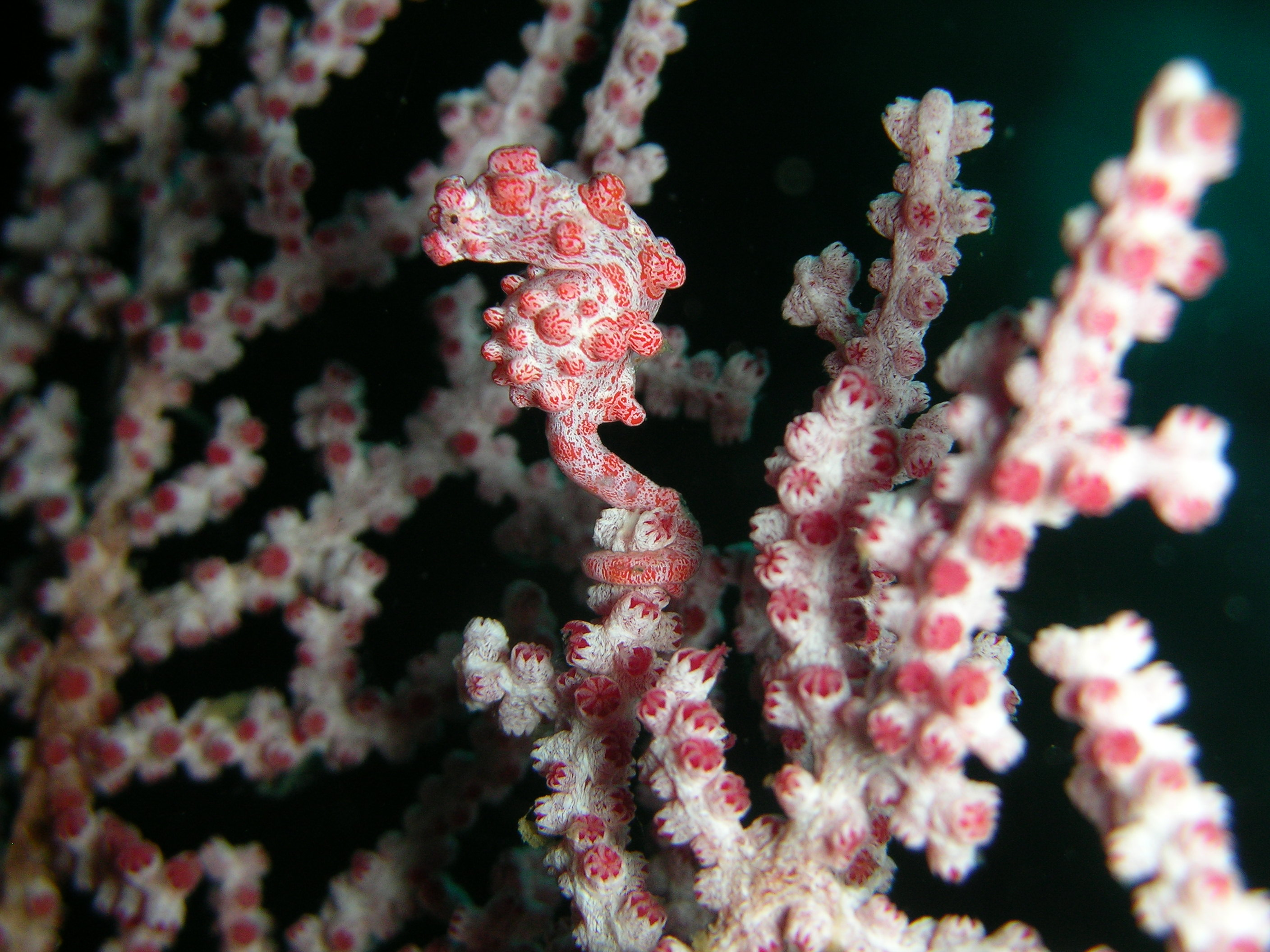
Muricella
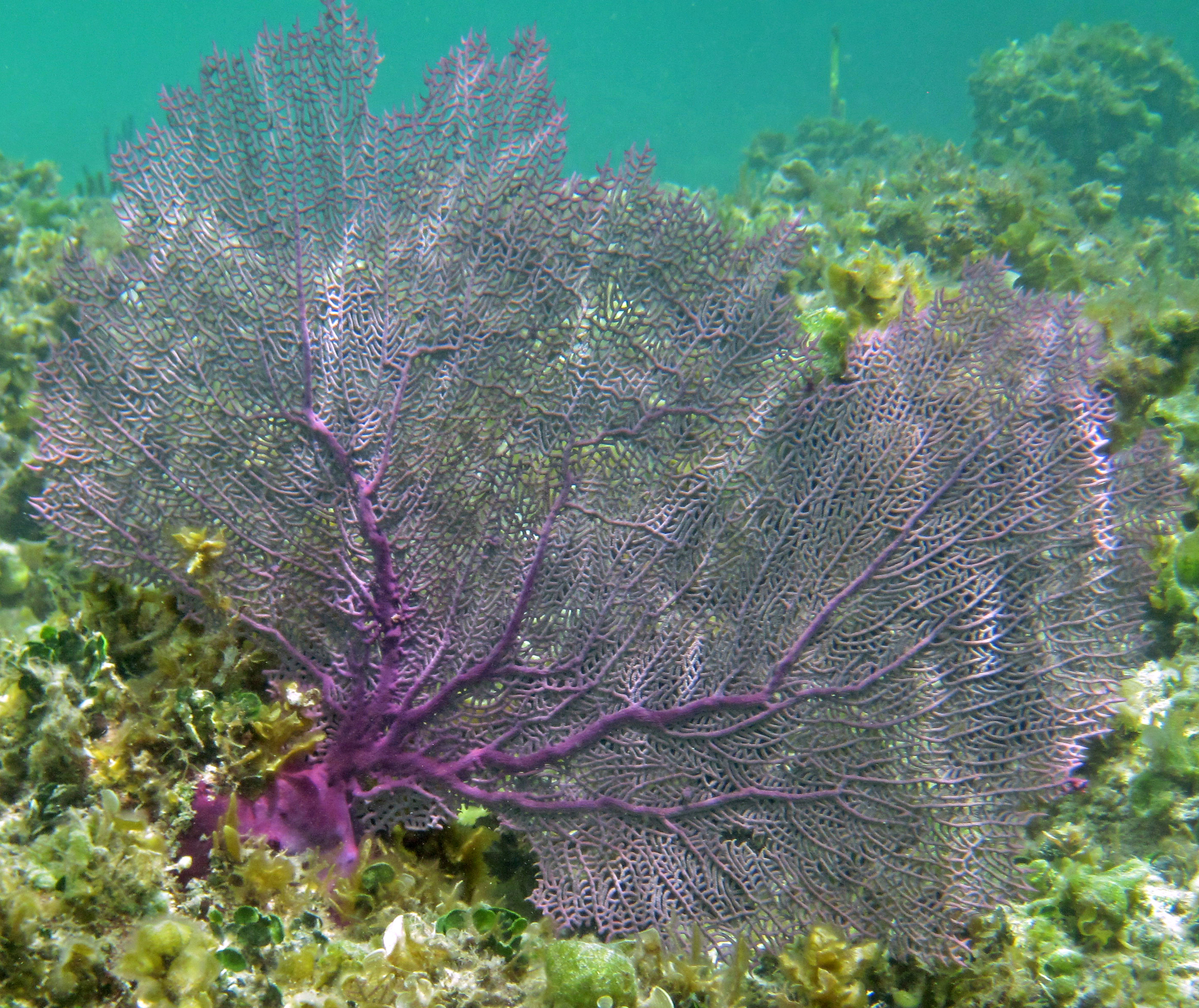
Gorgonia ventalina
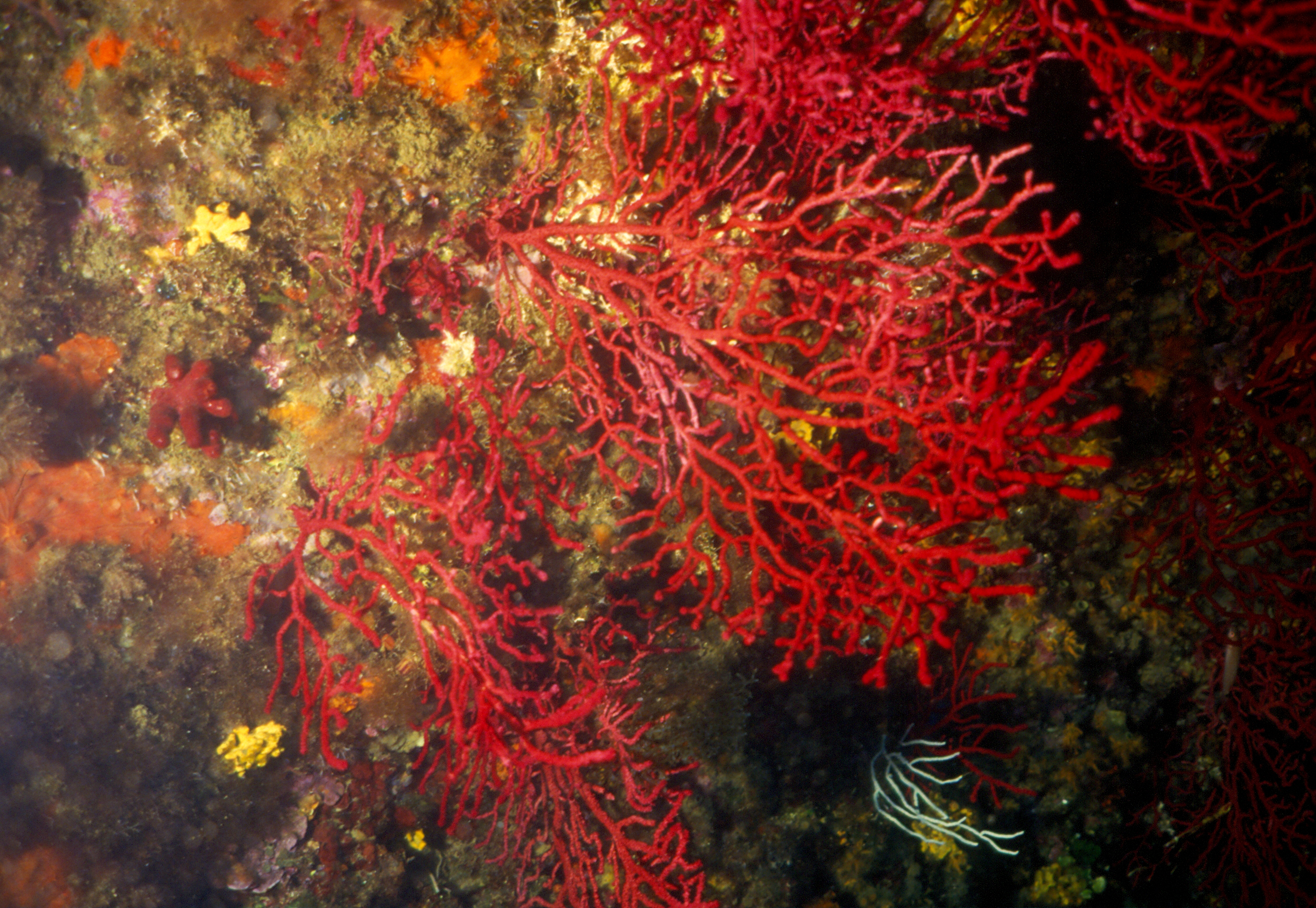
Paramuricea clavata
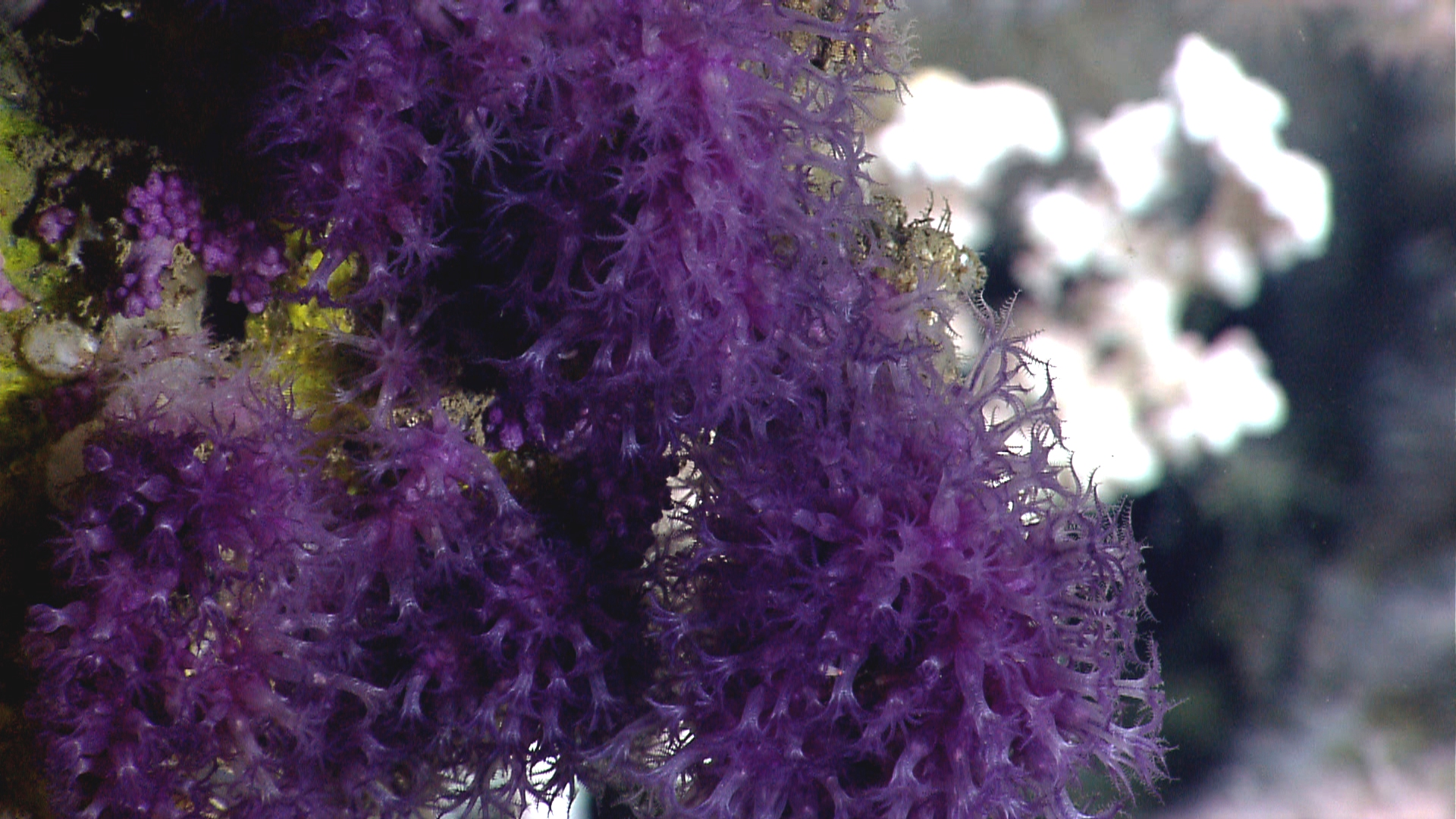
Anthothela grandiflora
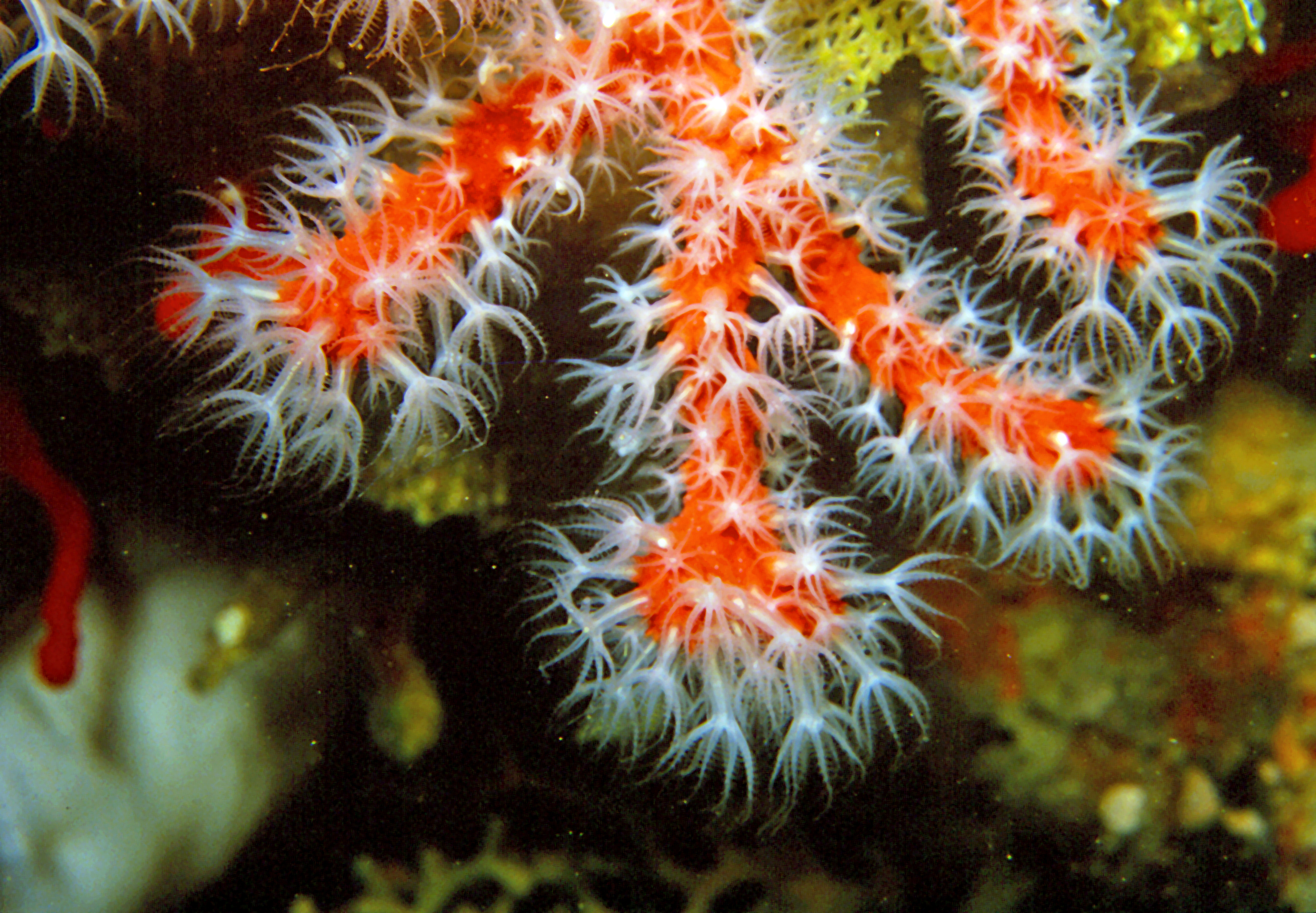
Corallium rubrum
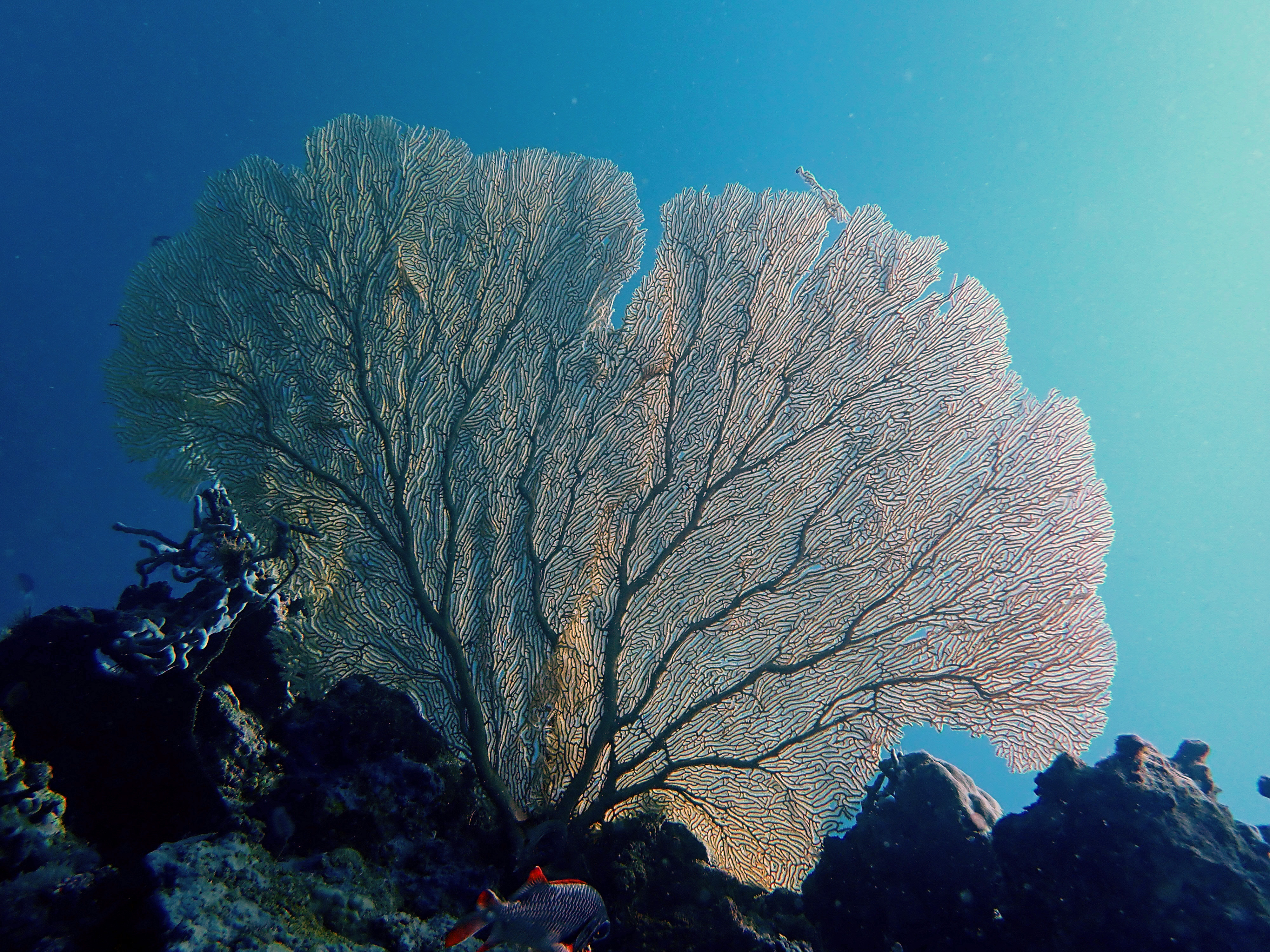
Annella mollis
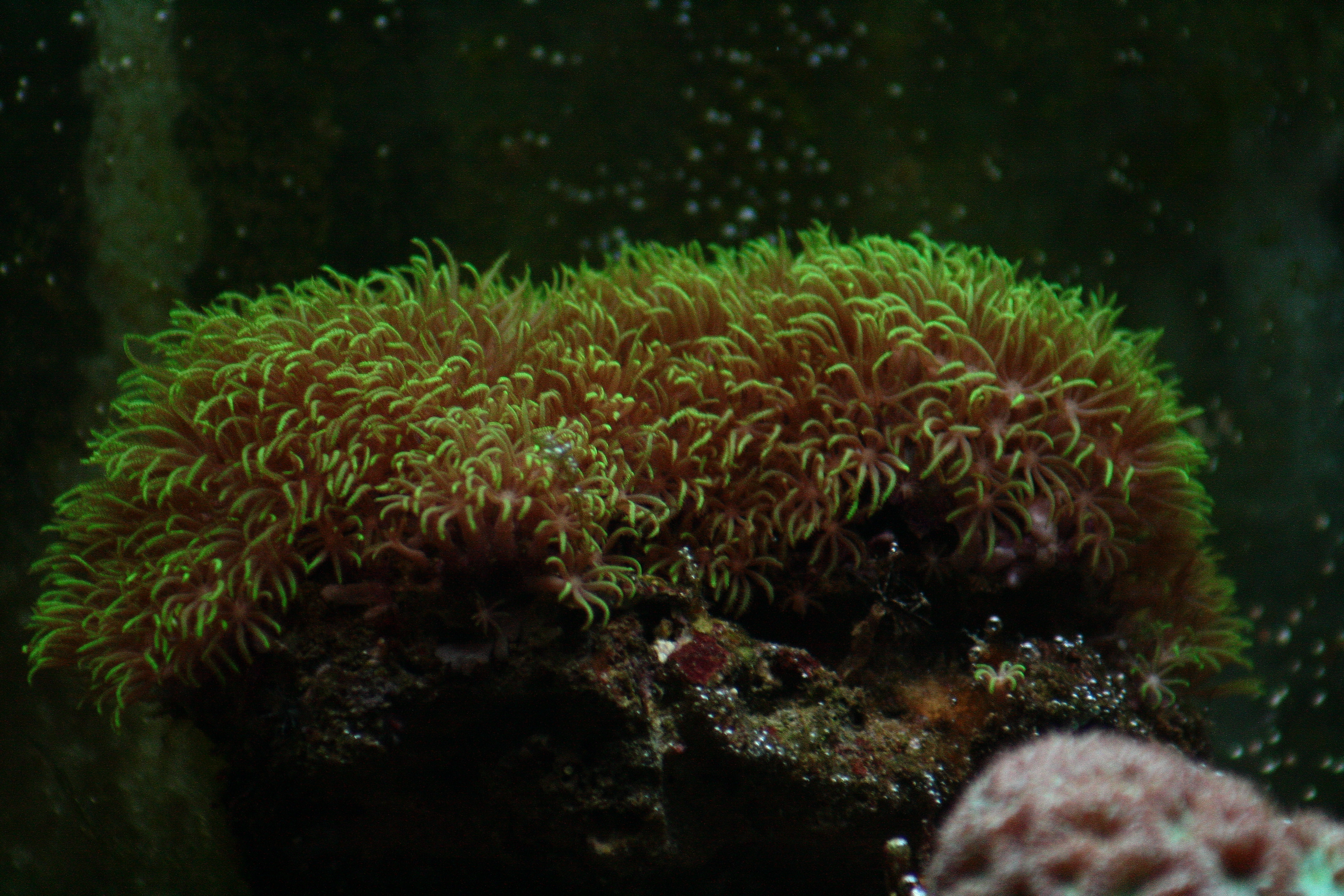
Clavularia viridis